# Атлас (пеперуда)
Вижте пояснителната страница за други значения на Атлас.
Атлас (Attacus atlas) е вид едра нощна пеперуда, срещаща се в Югоизточна Азия.

## Описание
Пеперудата атлас е една от най-едрите пеперуди познати днес. Размахът на крилете достига до 30 см, като женските екземпляри са по-едри от мъжките. Площта на крилете достига до 400 cm2. Поради това в тъмнината често е бъркана с птица. Върховете им по окраска наподобяват змийски глави с цел да плашат евентуални нападатели.

## Разпространение
Среща се в югоизточна Азия, южен Китай до островите Борнео и Ява на юг. 

## Начин на живот и хранене
Обитава тропични и субтропични гори. Основни хранителни растения за гъсеницата са видове от родовете Anacardium, Spondias, Annona, Artabotrys, Schefflera, Sarcostemma, Berberis, Canarium, Bischofia, Carpinus, Dillenia, Aleurites, Glochidium, Phyllanthus, Sapium, Teucrium, Cinnamomum, Erythrina, Lagerstroemia, Michelia, Sandoricum, Swietenia, Ardisia, Embelia, Psidium, Nauclea, Malus, Mussaenda, Vangueria, Citrus, Salix, Schleichera, Clerodendrum. 